# Faculdade de Direito da Universidade Federal de Minas Gerais

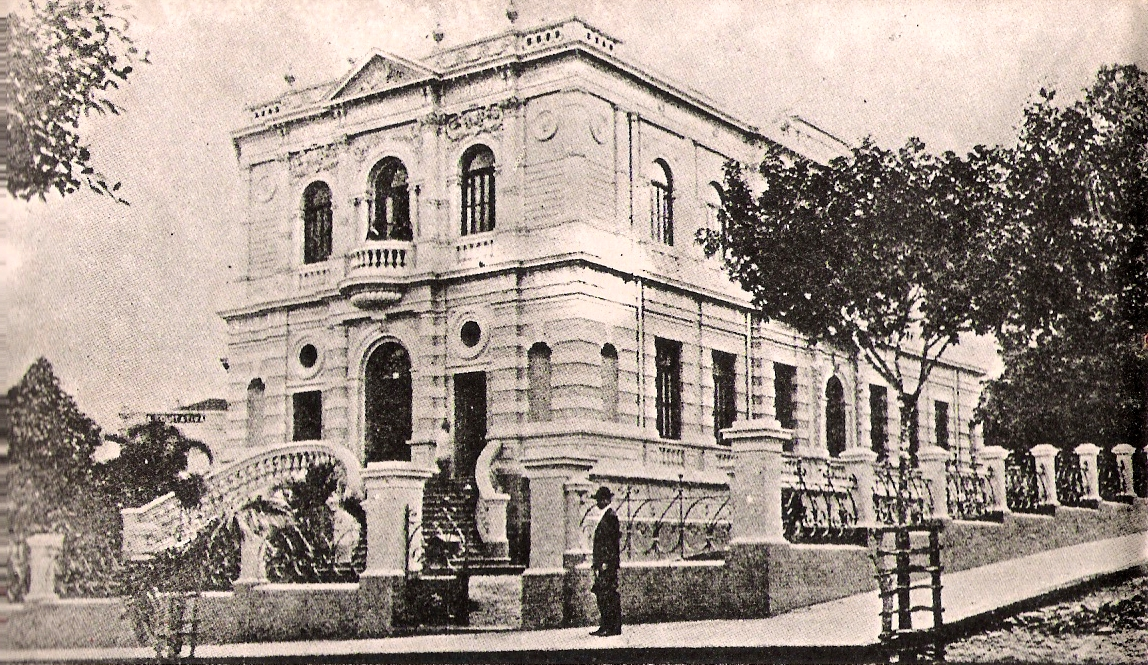
Prédio histórico da UFMG

A Faculdade de Direito da Universidade Federal de Minas Gerais é a unidade mais antiga desta universidade. Foi fundada em 1892, antes mesmo da criação da Universidade à qual foi, posteriormente, incorporada. É reconhecida nacionalmente como um centro de excelência no ensino jurídico, formando profissionais com grande capacidade técnica e acentuada visão crítica. Oferece um dos cursos mais concorridos e com o maior número de vagas no vestibular da UFMG. A alta qualificação dos professores – que em quase sua totalidade possuem titulação de Doutor – e o excelente nível dos alunos garantem o prestígio dos cursos de graduação em Direito e Ciências do Estado e de pós-graduação em Direito oferecidos.

## História

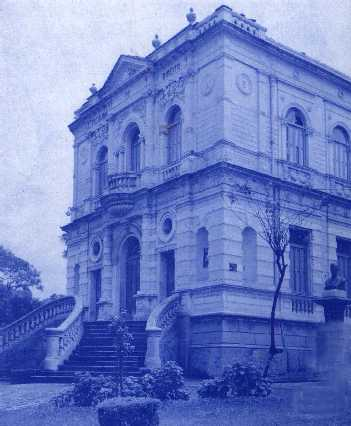
Prédio demolido em 1958

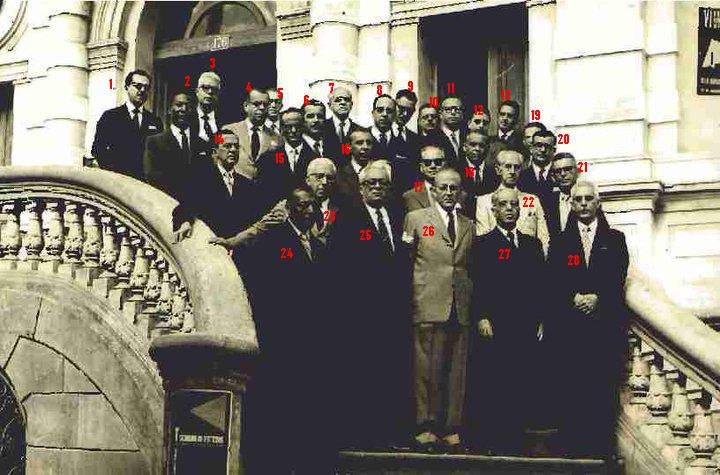
Professores da Faculdade de Direito da então Universidade de Minas Gerais; foto da década de 1950, em frente ao prédio antigo da faculdade, demolido em janeiro de 1958. 02. Raimundo Cândido; 03. João Eunápio Borges; 04. Lídyo Bandeira de Melo; 06. Washington Albino; 08. Wilson Melo; 09. Edgar Godoy da Mata Machado; 10. Celso Agrícola Barbi; 12. Raul Machado Horta; 13. Ruy de Souza; 14. Silveira Neto; 15. Afonso Teixeira Lages; 16. Caio Mário da Silva Pereira; 17. Mário Casasanta; 18. Darci Bessone; 20. José Olympio de Castro Filho; 21. Gerson de Britto Mello Boson; 23. Amilcar de Castro; 24. Samuel, o bedel da Faculdade; 25. Alberto Deodato; 26. Valle Ferreira; 27. Lincoln Prates; 28. Orlando Magalhães Carvalho

A Faculdade de Direito da UFMG nasceu em 1892, sob o nome de "Faculdade Livre de Direito", em Ouro Preto, Minas Gerais. Em 1898 foi transferida para Belo Horizonte.
Primeiramente teve sede à Rua Pernambuco, bairro Funcionários, depois foi transferida para a Rua da Bahia (bairro de Lourdes) e, mais tarde, fixou-se na Praça da República, hoje Praça Afonso Arinos, onde permanece localizada até os dias de hoje (com entrada pela Avenida João Pinheiro, nº 100).
Em 1958, o prédio original foi derrubado, surgindo em seu lugar o Edifício Professor Vilas Boas (viabilizado pelo Diretor Antônio Martins Vilas Boas), o Edifício Professor José do Valle Ferreira (inaugurado pelo Diretor Washington Peluso Albino de Souza, em 1990) e o Edifício-sede da Biblioteca, inaugurado em 1998 pelo Diretor Aloizio Gonzaga de Andrade Araújo.
No interior do Edifício da Biblioteca foi erguida, em tamanho e desenho originais, reprodução da fachada do antigo prédio da Faculdade Livre de Direito, que pode ser vista do lado de fora através de uma face de vidro fumê.
Em dezembro de 2007, a Congregação da Faculdade aprovou a transferência da Faculdade de Direito para o Campus da Pampulha, em conjunto de edifícios a ser construído nos próximos anos.
Vários dirigentes da UFMG provieram da Faculdade de Direito, entre eles o primeiro Reitor, Francisco Mendes Pimentel, bem assim os Reitores Francisco Brant, Mário Casasanta, Lincoln Prates, Orlando Magalhães Carvalho e Gerson de Britto Mello Boson.
A primeira pessoa a dirigir a Faculdade foi o Conselheiro Afonso Pena, ao qual sucederam os professores Antônio Gonçalves Chaves, Francisco Mendes Pimentel, Edmundo Pereira Lins, Arthur Ribeiro de Oliveira, Francisco Brant, Lincoln Prates, Antônio Martins Vilas Boas, José Geinaert do Valle Ferreira, Alberto Deodato Maia Barreto, Lourival Vilela Viana, Wilson Melo da Silva, Messias Pereira Donato, José Alfredo de Oliveira Baracho, Washington Peluso Albino de Souza, Aloizio Gonzaga de Andrade Araújo, Ariosvaldo de Campos Pires, Joaquim Carlos Salgado, Amanda Flávio de Oliveira, Fernando Gonzaga Jayme e Hermes Vilchez Guerrero, que é o atual diretor.
Entre os representantes do Congresso Constituinte Mineiro de 1891 vários viriam a fundar a Faculdade Livre de Direito: Sabino Barroso Júnior, Adalberto Ferraz, David Campista, Bernardino Augusto de Lima, Francisco Salles, Camillo de Britto, Virgílio de Melo Franco, Afonso Pena, João Rebello Horta e Levindo Lopes. Esses homens, realizados profissional e politicamente, alguns inclusive com destaque durante o Império, eram o que Minas Gerais tinha de melhor.
Por ter sido Afonso Pena seu fundador e primeiro diretor, a Faculdade de Direito da UFMG é até hoje chamada carinhosamente de Vetusta Casa de Afonso Pena, ou simplesmente "Vetusta", por seus alunos, ex-alunos, professores e funcionários, além de toda a comunidade acadêmica e jurídica que com ela interage.
As entidades representativas dos alunos da Faculdade são o Centro Acadêmico Afonso Pena (CAAP), um dos mais antigos e tradicionais de Minas Gerais, fundado em 1908, e o Centro Acadêmico de Ciências do Estado (CACE), fundado em 2010. Há ainda a Associação Atlética Acadêmica "Vetusta", fundada em 1969.
Além do ex-presidente Afonso Pena, outras personalidades políticas e juristas oriundos da Faculdade tiveram grande destaque, tais como os ex-presidentes Artur Bernardes, Tancredo Neves e Pedro Aleixo, o notável civilista Caio Mário da Silva Pereira, o ex-governador do Estado Antônio Anastasia, o ex-ministro Patrus Ananias, o ex-ministro Murilo Badaró e a ministra do Supremo Tribunal Federal Carmen Lúcia. Na Corte Internacional de Justiça em Haia figuram quatro egressos da faculdade: José Sette Câmara Filho (de 1979 a 1988), José Francisco Rezek (de 1996 a 2006) e Antônio Augusto Cançado Trindade (de 2009 a 2022) e, atualmente, Leonardo Nemer Caldeira Brant, Juiz desde 2022.

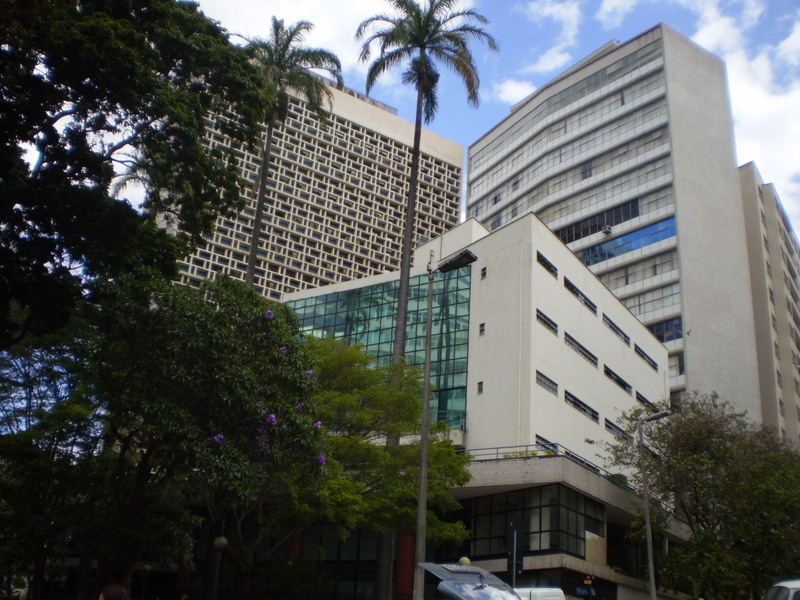
Complexo de prédios que abriga a Faculdade de Direito da UFMG

| “ | Se a Faculdade de São Paulo e de Olinda surgiram em decorrência da independência do Brasil, a criação da Faculdade de Minas se deve à Proclamação da República. A busca da organização de um Estado republicano em Minas exigia que o próprio Estado formasse seus homens públicos, seus políticos, seus juízes, advogados e servidores públicos. Para tanto, fazia-se necessário criar uma faculdade de Direito. Sem esta, Minas não seria um estado republicano. Os dirigentes políticos de Minas achavam que os bacharéis formados em São Paulo recebiam forte influência da mentalidade paulista e foi com o objetivo de formar uma elite genuinamente mineira que se decidiu criar uma instituição nitidamente regional. | ” |

## Ex-alunos notórios

### Presidentes da República[4]
- Artur Bernardes
- Carlos Luz
- Tancredo Neves

### Ministros do Supremo Tribunal Federal
- Antônio Gonçalves de Oliveira
- Antônio Martins Vilas Boas
- Carlos Fulgêncio da Cunha Peixoto
- Carmen Lúcia
- Carlos Mário da Silva Velloso
- Carlos Maximiliano Pereira dos Santos
- José Francisco Rezek
- José Paulo Sepúlveda Pertence
- Maurício José Corrêa
- Olavo Bilac Pinto
- Orozimbo Nonato da Silva
- Oscar Dias Correia

### Ministros do Superior Tribunal de Justiça
- Carlos Mário da Silva Velloso
- Sálvio de Figueiredo Teixeira

### Procuradores-Gerais da República[5]
- Décio Meireles de Miranda (1967-1969)
- José Paulo Sepúlveda Pertence (1985-1989)
- Aristides Junqueira (1989-1995)
- Rodrigo Janot Monteiro de Barros (2013-2017)

### Tribunal Internacional de Justiça[6]
- José Sette Câmara (1979 - 1988)
- José Francisco Rezek (1996 - 2006)
- Antônio Augusto Cançado Trindade (2009 - 2022)
- Leonardo Nemer Caldeira Brant (2022 - presente)

### Outros ex-alunos com notoriedade
- Amilcar de Castro
- Antônio Anastasia: foi vice-governador (2006) e governador de Minas Gerais (2010), Senador (2014)
- Carlos Horta Pereira: co-fundador da Faculdade de Ciências Econômicas da Universidade Federal de Minas Gerais e da Pontifícia Universidade Católica de Minas Gerais, três vezes Deputado Estadual (1950-1965), cargo ao qual renunciou para ser conduzido como desembargador do Tribunal de Justiça de Minas Gerais
- Fernando de Melo Viana
- Fernando Sabino: escritor
- Francisco Campos: responsável pela redação da Constituição brasileira de 1937, do AI-1 de 1964, do Código Penal e Processual Penal brasileiros que, mesmo com suas subsequentes reformas, continuam em vigor.
- Francisco Salles
- João Pinheiro da Silva
- José Bezerra Gomes
- José Francisco Bias Fortes
- Levindo Ozanam Coelho
- Milton Campos: foi Deputado Estadual (1934), Deputado Federal (1945), Senador (1958 e 1966), Ministro da Justiça de Castelo Branco e o 1º governador de Minas Gerais.
- Murilo Badaró
- Murilo Rubião
- Otto Lara Resende: escritor, membro da Academia Brasileira de Letras (1979)
- Pedro Aleixo: foi vice-presidente da república (1966)
- Raul Soares de Moura
- Rondon Pacheco
- Rubem Braga
- Silviano Brandão: foi presidente do Estado de Minas Gerais e vice-presidente da República (1902-1906)
- Ziraldo

## Organização
A estrutura organizacional da Faculdade é dividida em quatro departamentos:
- Direito e Processo Civil e Direito Comercial (DIC)
- Direito e Processo Penal (DIN)
- Direito Público (DIP)
- Direito do Trabalho e Introdução ao Estudo do Direito (DIT)

Há uma proposta, ora em discussão, para reforma departamental na qual a DAJ (Divisão de Assistência Judiciária) seria transformada em Departamento de Direito Processual e Aplicado, e o Departamento de Direito do Trabalho e Introdução ao Estudo do Direito cindido em dois.
No âmbito da graduação, a Faculdade de Direito mantém dois bacharelados: Direito, fundado em 1892 (à época denominado "Ciências Jurídicas e Sociais"), e Ciências do Estado, fundado em 2008 e instalado em 2009.
No nível da pós-graduação em Direito, tem-se o Doutorado, instalado em 1931, e o Mestrado, criado em 1973. O Programa de Pós-Graduação em Direito da UFMG é considerado de excelência nacional (conceito 6, na avaliação da CAPES).

## Biblioteca
A Biblioteca da Faculdade de Direito foi criada em 4 de dezembro de 1892 em Ouro Preto, então capital do Estado, junto com a Faculdade Livre de Direito de Minas Gerais. Em 1897, com a mudança da Capital, a Faculdade transferiu-se para Belo Horizonte e em 1927 integrou-se na Universidade de Minas Gerais.
Seu acervo inicial foi formado de doações de importantes juristas da época e foi acrescido de excelentes doações, entre elas a do Embaixador Assis Chateaubriand. A Biblioteca da Faculdade de Direito possui também uma vasta coleção de obras publicadas até 1920 que são consideradas raras por seu valor histórico e científico.